# Гавриїл Дежу
Гавриїл Дежу (рум. Gavril Dejeu; нар. 11 вересня 1932, Поєнь) — румунський політик, який займав посаду міністра внутрішніх справ у кабінеті Віктора Чорбя. Він також був тимчасовим прем'єр-міністром Румунії з 30 березня по 17 квітня 1998.

## Життєпис
Народився в Поєні, повіт Клуж. Випускник юридичного факультету Клузького університету. Дежу приєднався до Національної селянської партії (PNŢCD) в 1990 році, після румунської революції, входив до палаті депутатів з 1992 по 2000.
Він і його дружина Олена мають дочку Флавію Влад.